# كأس السوبر الإفريقي 2000
كأس السوبر الأفريقي 2000 هي النسخة الثامنة من البطولة وتوج بها نادي الرجاء الرياضي المغربي على أفريكا سبورتس الإيفواري .

## الفرق
| الفريق              | المنطقة      | الوصول                                    | وصول سابق (الخط الغليظ يشير إلى بطل تلك النسخة) |
| ------------------- | ------------ | ----------------------------------------- | ----------------------------------------------- |
| نادي الرجاء الرياضي | شمال أفريقيا | بطل دوري أبطال أفريقيا 1999               | 1 (1998)                                        |
| أسيك ميموزا         | غرب أفريقيا  | بطل كأس أفريقيا للأندية أبطال الكؤوس 1999 | 1 (1993)                                        |

## المباراة
| نادي الرجاء الرياضي | 2–0     | أسيك ميموزا |
| ------------------- | ------- | ----------- |
|                     | (تقرير) |             |